# Jean-François Marmontel

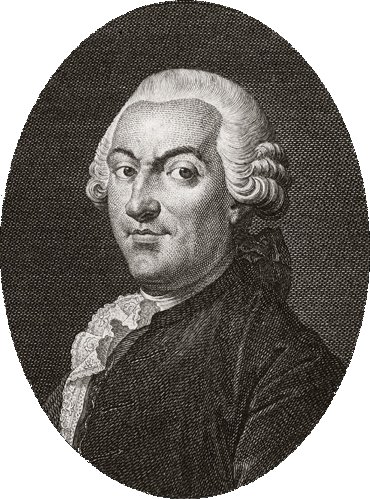
Jean-François Marmontel

Jean-François Marmontel (Bort-les-Orgues, 1723. július 11. – Habloville, 1799. december 31.) francia történész és író, az enciklopédista mozgalom tagja.

## Életpályája
Szegény családba született. A jezsuitáknál tanult Mauriacban, majd Clermont-ban és Toulouse-ban. 1745-ben Voltaire tanácsára, irodalmi sikerek reményében Párizsba utazott. 1748 és 1753 között sikeres tragédiákat írt, amelyek ugyan mérsékelt sikert arattak a színpadon, ám ahhoz elegendőnek bizonyultak, hogy Marmontel bekerüljön az irodalmi körökbe.
Az Encyclopédie-ba jelentős kritikai erőt és rálátást tanúsító cikksorozatot írt, ami gyűjteményes formában Éléments de Littérature címen a francia klasszikusok között is megállja a helyét. Számos vígoperát is írt. A Gluck-Piccinni vitában Piccini lelkes híve volt, akit a Didon (1783) és a Pénélope (1785) című műveiben is támogatott.
1758-ban elnyerte Madame de Pompadour pártfogását, aki közszolgálati állást szerzett a számára, valamint szerkeszthette a Le Mercure című hivatalos folyóiratot, ebben indította útjára 1761-ben Contes moraux (Erkölcsi mesék) című híres sorozatát. Ezeknek a történeteknek egyrészt páratlanul kicsiszolt a stílusuk, de főként a XV. Lajos uralkodása alatti francia társadalomról készült bájos grafikák és képek elévülhetetlen érdemei voltak. A szerző egy szatíra miatt rövidebb ideig a Bastille-ba került.
1763-ban a Francia Akadémia tagjává választották. Az 1767-ben megjelent Bélisaire című románca vallási türelemről szóló fejezete miatt vált jelentőssé, ami a Sorbonne cenzúráját és a párizsi érsek figyelmét is magára vonta. Marmontel a Les Incas (1778) című munkájában vágott vissza, amelyben az amerikai spanyol kegyetlenségeket a megszállók vallási fanatizmusára vezette vissza.
Megkapta Franciaország történésze (1771), az Akadémia titkára (1783) és a Lycée történész professzora címeket (1786).
A francia forradalom szegénységbe taszította. A jakobinus terror ideje alatt visszatért Évreux-be, majd nem sokkal később egy villában rejtőzött el Habloville-ben. Itt írta az 1804-ben, négy kötetben megjelent Mémoires d'un père című munkáját, ami egy festői visszatekintés volt életére. A portrék gyűjteménye két fontos uralkodói periódus irodalomtörténetét ölelték fel egészen a több, mint fél évszázaddal azelőtt Clermont-ban megismert nagytiszteletű Jean Baptiste Massillontól Mirabeau-ig. A könyvet névlegesen gyermekei okulásának céljával írta, saját gyermekkoráról is tartalmaz egy tökéletesen kimunkált képet.
1797-ben egy rövid párizsi tartózkodást követően, miután a Conseil des Anciens címre megválasztották, Habloville-ben halt meg.
Marmontel több alkalommal is Madame Geoffrin házában lakott és rendszeresen jelen volt a művészek számára rendezett híres vacsorákon, örömmel látták mindenhol, ahol az enciklopédisták megfordultak. Ezek az események nagyszerű alkalmaknak bizonyultak portréi megtervezéséhez.

## Művei

### Tragédiák
- Denys le Tyran (1748)
- Aristomène (1749)
- Cléopâtre (1750)
- Heraclides (1752)
- Egyptus (1753)

### Vígoperák
- A legjobbnak tartott vígoperái: Sylvain (1770), Zémire et Azore (1771).

### Történészként
- 1788-ban egy csekély értékkel bíró művet írt a kormányzás történetéről.

## Magyarul
- Bélisárius; ford. Zalányi Péter; Református Kollégium Ny., Kolozsvár, 1773
- Díszes erköltsekre tanító beszédek, mellyeket nagyobb rész szerént Marmontel írásaiból öszve-szedegettetvén magyarrá ford. Kónyi János; Vaingand-Koepf, Pest, 1775
- Erköltsi mesék; ford. Báróczi Sándor; Trattner, Bécs, 1775
- Belisarius; ford. Dániel István; Református Collegium, Kolozsvár, 1776
- Erköltsi mesék, mellyeket frantziából fordított Barótzi Sándor / Erkölcsi levelek. Dusch után; ford. Baróczi Sándor; Trattner, Pest, 1814
- A szép Anikó. Elbeszélés Marmontel után; átdolg. Kazinczy Ferenc, bev. Veszely Ödön; Franklin, Bp., 1893 (Olcsó könyvtár)
- Erköltsi mesék, mellyeket frantziából fordított Bárótzi Sándor; in: Érzelmes históriák. Válogatás a magyar szentimentalizmus korának kedvenc olvasmányaiból; vál., szerk., jegyz., utószó Lőkös István, ford. Kazinczy Ferenc; Magvető, Bp., 1982 (Magyar Hírmondó)

## Lásd még
- Enciklopédisták

## Külső hivatkozások
- Marmontel élete, emlékiratok, bibliográfia (francia)